# Agnes von Babenberg

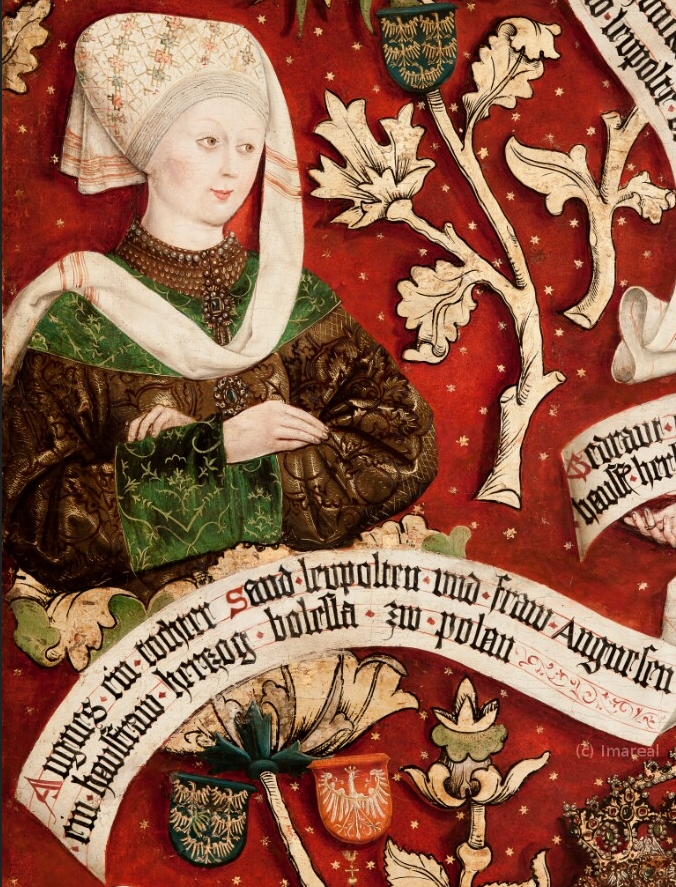

Agnes von Babenberg (polnisch: Agnieszka Babenberg; * etwa 1108/1113; † 24./25. Januar 1163 in Altenburg) war eine deutsche Adelige aus dem fränkischen Haus der Babenberger und durch Heirat Seniorherzogin von Polen und Herzogin von Schlesien.
Sie war die Tochter von Leopold III., Markgraf von Österreich, und dessen zweiter Frau Agnes von Waiblingen,  zweite Tochter des Kaisers Heinrich IV.

## Leben

### Familie
Durch ihre Mutter Agnes stammt sie von den Saliern ab, welche das Heilige Römische Reich von 1024 bis zum Tod ihres kinderlosen Onkels Heinrich V. 1125 regierten. Sie war Halbschwester von Friedrich II. von Schwaben und dem deutschen König Konrad III., welche beide aus der ersten Ehe ihrer Mutter mit Friedrich I., Herzog von Schwaben, stammten. Von ihren Vollgeschwistern heiratete Judith den Markgrafen Wilhelm V. von Montferrat, und ihr Bruder, Bischof Otto von Freising, war ein mittelalterlicher Chronist.
Laut dem polnischen Chronisten und Bischof von Krakau, Wincenty Kadłubek, war Agnes eine sehr ehrgeizige und energische Frau, die auf ihre Herkunft stolz war. Er bezeichnet sie in seiner Chronik als tygrysica, was im Polnischen Tigerin bedeutet.

### Ehe
Der polnische Herzog Bolesław III. Schiefmund suchte einen Verbündeten gegen Lothar III., der 1125 zum römisch-deutschen König gewählt worden war. Diesen fand er in den Babenbergern und den Staufern, die als Verwandte der ausgestorbenen Salier Rivalen Lothars waren. Um das Bündnis zu besiegeln, wurde die Ehe zwischen Bolesławs III. ältestem Sohn, Władysław II., und Agnes von Babenberg vereinbart. Die Hochzeit fand um 1125 statt. Laut einigen Historikern erhielt das Paar das Herzogtum Schlesien von Bolesław III. als Mitgift.

### Seniorherzogin von Polen
Bolesław III. starb am 28. Oktober 1138. In seinem Testament teilte er Polen unter seinen Söhnen. Als ältester Sohn bekam Władysław II. mit dem Titel Seniorherzog (Princeps) die Oberherrschaft über Polen. Zusätzlich zu Schlesien erhielt er noch die Senioratsprovinz, welche Kleinpolen, das östliche Großpolen und das westliche Kujawien, sowie Pommern. Seine Halbbrüder Bolesław IV., Mieszko III. und Heinrich erhielten jeweils ein eigenes Herzogtum als Lehen. Darüber hinaus wurde Łęczyca, welches Bolesław III. seiner Witwe Salome von Berg auf Lebenszeit geschenkt hatte, nach deren Tod zurück in die Senioratsprovinz eingegliedert.
Unmittelbar nach Herrschaftsantritt begann Władysław II. mit den Bemühungen, das Land unter seiner Herrschaft wieder zu vereinigen. Wincenty Kadłubek berichtet, dass die Konflikte zwischen Władysław II. und seinen Halbbrüdern hauptsächlich von Agnes ausgelöst worden seien, da sie der Meinung gewesen sei, dass ihrem Mann als ältestem Bruder die alleinige Herrschaft zustehe. Um die Autorität ihres Mannes zu stärken, soll Agnes am Sturz des mächtigen Woiwoden Piotr Włostowic, der die anderen Brüder unterstützte, mitgewirkt haben. Agnes verlangte den Tod von Włostowic, aber ihr Mann statuierte ein Exempel, indem er ihn blendete, ihm die Stimme nahm und ihn ins Exil schickte.

### Absetzung und Exil
Die tyrannische Herrschaft von Władysław II. und Agnes führte dazu, dass sich die Untertanen den anderen Herzögen zuwandten. Anfang 1146 wurden die Truppen des Seniorherzogs in der Nähe von Posen geschlagen. Władysław II. flüchtete nach Böhmen, während Agnes und die Kinder in Krakau blieben, wo sie einige Zeit Widerstand gegen die anderen Herzöge in der Wawel leisteten. Am Ende waren sie aber erfolglos und auch der Rest der Familie musste ins Exil gehen.
Nach kurzer Zeit am böhmischen Hof bei Vladislav II. bot Agnes’ Halbbruder, der römisch-deutsche König Konrad III., der polnischen Herrscherfamilie seine Gastfreundschaft und die Kaiserpfalz von Altenburg an. Zunächst schien es, als würde Władysław II. bald nach Polen zurückkehren. Eine deutsche Expedition gegen die anderen Herzöge wurde entsandt, aber wegen einer Überschwemmung der Oder und Drucks der Markgrafen Albrecht I. von Brandenburg und Konrad I. von Meißen auf den deutschen König schlug die Aktion fehl.
Dieser Fehlschlag entmutigte Agnes nicht und sie setzte ihre Versuche fort, die Herrschaft ihres Ehemannes wiederherzustellen. Sie bat um ein Eingreifen von Papst Eugen III. Dieser sandte seinen Legaten Guy nach Polen, um ein Einlenken der Herzöge zu erreichen. Diese lehnten ab und der Papst sprach einen Bann über Polen aus. Dies war aber ohne Folgen, da die Bischöfe die Herzöge unterstützten.
1152 starb Konrad III., und sein Neffe Friedrich Barbarossa folgte ihm nach. Agnes und Władysław II. machten sich wegen des energischen Herrschers Hoffnungen, nach Polen zurückzukehren. Dieser startete 1157 eine Expedition gegen Polen. Der Feldzug war erfolgreich, aber Barbarossa gab Agnes und Władysław II. den polnischen Thron nicht zurück. Stattdessen setzte er Bolesław IV. als Seniorherzog ein und machte diesen tributpflichtig. Für Władysław II. erwirkte er die Rückgabe des Herzogtums Schlesien an dessen Söhne.

### Tod und Nachleben
Agnes und Władysław II. wussten, dass sie den polnischen Thron endgültig verloren hatten. Sie blieben in Altenburg, wo Władysław II. am 30. Mai 1159 starb. Als Todestag wird in den Quellen der 24. oder 25. Januar angegeben. Das Jahr ist unter Historikern umstritten. Sicher ist, dass Agnes ihren Mann überlebte und nicht mit ihren Söhnen nach deren Wiedereinsetzung als Erben von Schlesien dorthin zurückkehrte. Es wird angenommen, dass sie zwischen 1160 und 1163 starb und in der Zisterzienserabtei Pforta bei Naumburg an der Saale begraben wurde.

## Kinder
Agnes und Wladyslaw hatten folgende Kinder:
1. Boleslaw I. von Schlesien (1127 – 18. Dezember 1201) „der Lange“, ab 1163 Herzog von Schlesien
2. Mieszko I. von Oppeln (1131 – 6. Mai 1211) „Kreuzbein“, ab 1163 Herzog von Schlesien, ab 1173 Herzog von Ratibor-Teschen, ab 1202 Herzog von Oppeln, 1210–1211 Seniorherzog von Polen
3. Richeza von Everstein (1140 – 16. Juni 1185), in erster Ehe 1152 mit Alfons VII. von León, König von Galicien, Kastilien und León verheiratet, in zweiter Ehe 1162 Raimund Berengar III., Graf der Provence, und in dritter Ehe 1167 mit Graf Albert III. von Everstein
4. Konrad I. (1146/57 – 17. Januar 1180/90), ab 1178 Herzog von Schlesien in Glogau
5. Albert (etwa 1156 – etwa 1168/78)